# C/2007 L13 (SOHO)
C/2007 L13 (SOHO) – kometa jednopojawieniowa odkryta na zdjęciach SOHO przez Arkadiusza Kubczaka. Została odkryta 16 czerwca 2007 roku. Należy do grupy komet Kreutza II.